# プエルト・プリンセサ国際空港
プエルト・プリンセサ国際空港（プエルト・プリンセサこくさいくうこう、英: Puerto Princesa International Airport）は、フィリピンのパラワン島・パラワン州のプエルト・プリンセサに位置する国際空港である。ユネスコ世界遺産に登録されたプエルトプリンセサ地底河川国立公園への主要な玄関口の役割を果たしている。

## 歴史
プエルト・プリンセサ国際空港は、日本の大型輸送機の離着陸ができるよう、日本軍の指示で、第二次世界大戦中の1942年8月から1944年9月までに、アメリカ人捕虜によって建設された。
戦後1947年に、民間空港として開業し、フィリピン航空が週1便、マニラ-サンノゼ-ミンドロ-プエルト・プリンセサ線を運航した。1960年代初頭には、ビッカース バイカウントを用いてマニラからの直行便が就航した。
航空輸送需要の高まりに対応するため、2014年より新しい旅客ターミナルと貨物ターミナルの建設、新しいエプロンの建設などが行われ、新ターミナルは2017年5月4日から営業営業を開始した。 フィリピン航空は2018年に中国、韓国、台湾からのチャーター便を運航、タイガーエア台湾は2019年6月7日に台北線を就航させた。 セブパシフィック航空は、同年11月17日に香港へのフライトも開始した。

## 施設
13,000平方メートル、2階建て旅客ターミナルがあり、フィリピン航空のマブハイラウンジとPAGSSラウンジがある。また、エプロンには6機のスペースがある。(ナローボディ機用に4つ、エアバスA330、エアバスA350、ボーイング787などが使用できる大型のワイドボディ機用に2つ)
2017年に開業した新しいターミナルは、4つの駐車区画を備えたエプロンをもつ。2019年、ターミナルにはすべての旅行者向けの無料Wi-Fiが装備された。
長さ2,601メートル(8,533フィート)と幅45メートル(148フィート)の滑走路が1本あり、アントニオバウティスタ空軍基地と滑走路を共有している。滑走路には計器着陸装置、滑走路灯、進入着陸灯が装備されており、夜間の運用や視界不良の着陸が可能。

## 就航航空会社と就航都市
2025年3月現在、プエルト・プリンセサ国際空港に就航している路線、航空会社は以下の通り。
| 都市     | 空港                           | 航空会社                                                      |
| 国内線   | 国内線                         | 国内線                                                        |
| -------- | ------------------------------ | ------------------------------------------------------------- |
| セブ     | マクタン・セブ国際空港         | フィリピン航空、PALエクスプレス 、セブパシフィック航空        |
| マニラ   | ニノイ・アキノ国際空港         | PALエクスプレス、セブパシフィック航空、エアアジア・フィリピン |
| ダバオ   | フランシスコ・バンゴイ国際空港 | セブパシフィック航空                                          |
| イロイロ | イロイロ国際空港               | セブパシフィック航空                                          |
| クラーク | クラーク国際空港               | セブパシフィック航空                                          |
| 国際線   |                                |                                                               |
| 台北     | 台北桃園国際空港               | ロイヤル・エア・フィリピン                                    |

### 撤退路線
| 就航していた都市 | 就航していた空港     | 就航していた会社 |                                          |
| ---------------- | -------------------- | ---------------- | ---------------------------------------- |
| ソウル           | 仁川国際空港         | イースター航空   | 2018/10/28から2019/03/30まで、季節運航   |
| 台北             | 桃園国際空港         | タイガーエア台湾 | 2019/06/07から就航。コロナウイルスで運休 |
| コタキナバル     | コタキナバル国際空港 | MASwings         | 2014/09/01から運休                       |

### 2011年統計
統計はthe Civil Aviation Authority of the Philippinesより
| 利用者数 | 発着数 | 貨物取扱量 |
| -------- | ------ | ---------- |
| 988,972  | 4,248  | 9,294      |